# Noli offendere Patriam Agathae quia ultrix iniuriarum est

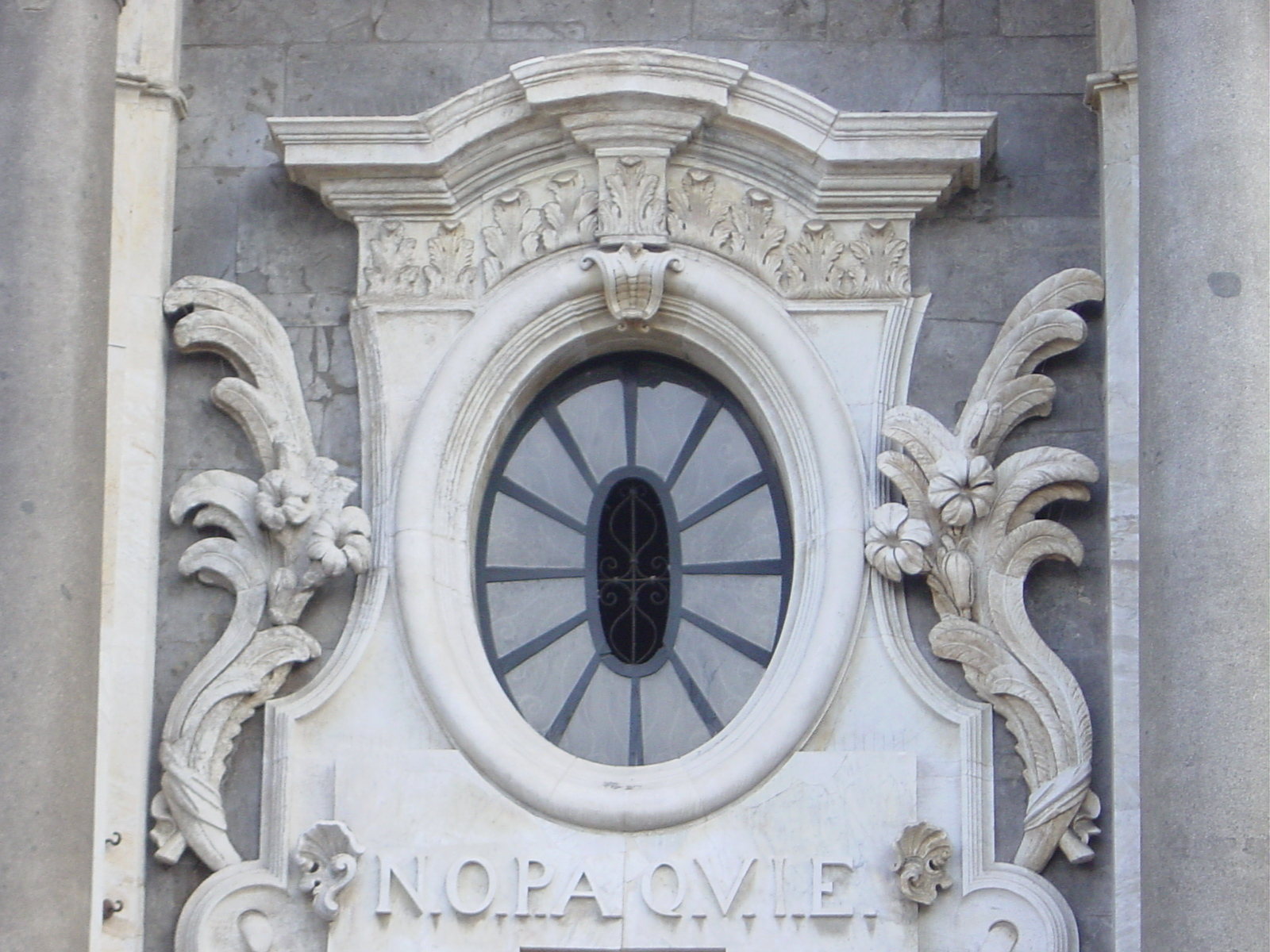
L'acronimo N.O.P.A.Q.V.I.E. sulla facciata della Cattedrale di Catania, 1736

La locuzione latina Noli offendere Patriam Agathae quia ultrix iniuriarum est è attribuita a Sant'Agata e significa letteralmente Non offendere il paese di Agata, perché è vendicatrice di ogni ingiustizia. Tale frase si lega anche alla figura di Federico II.

## La leggenda
Federico II, al suo rientro al Regno dalla campagna tedesca nel 1231, trovò le città siciliane ostili al dominio centrale, spinti da una visione autonomistica comunale, il cui principale modello di ispirazione era la città di Messina. Intenzionato a riprendere il controllo sulle terre un tempo demaniali, trovò l'opposizione di diverse città: fece pertanto uccidere il capo della rivolta Martino Bellomo e diede ordine di punire le città ribelli di Siracusa e Nicosia e di distruggere Centuripe, che si era dimostrata particolarmente riottosa al dominio regio. Per quanto riguardava Catania, fino a quel periodo sotto la diretta dipendenza del vescovo Gualtiero (1207 - 1227), la leggenda vuole che l'imperatore decise l'eccidio completo dei suoi abitanti, compresi donne e bambini, e la sua completa distruzione. I catanesi, conosciuta la sentenza imperiale, chiesero di assistere alla loro ultima messa da celebrare nella cattedrale e Federico II acconsentì decidendo di assistere con loro. Appena l'imperatore svevo aprì il suo libro di preghiere apparì su tutte le pagine del libretto la frase la sigla n.o.p.a.q.u.i.e. che un frate benedettino presente interpretò come Noli offendere Patriam Agathae quia ultrix iniurarum est. Il sovrano, impressionato dall'accaduto, diede immediato ordine di risparmiare la città: nessun uomo sarebbe stato ucciso, la città non sarebbe stata bruciata, sebbene alcuni edifici vennero demoliti.

## Veridicità storica
Guardando alla leggenda in chiave storica, dal 1212 Federico si interessò della successione al trono di Germania, alleandosi con Luigi VIII per sedare gli analoghi interessi di Ottone IV, il quale approfittò del vuoto di potere per reclamare il trono imperiale. Lasciata la Sicilia, pertanto, dovette cedere ad alcuni uomini di sua fiducia il Regno. Tra questi appare la figura ambigua di Gualtiero, vescovo di Catania, nominato cancelliere del Regno già in età normanna. Attorno a questa personalità politica si intreccia la celebre leggenda del cavallo del vescovo, che lo tratteggia quale figura prepotente e avara. Federico si affidò a lui per la gestione degli affari della città etnea, ma egli ne approfittò per accrescere la sua sfera di potere su tutta la costa orientale. Al rientro dagli affari esteri, dopo le assise di Messina nel 1227, il sovrano si rivolse contro le città siciliane che mal vedevano il suo ritorno. Distrutta Centorbi (oggi Centuripe) si avviò verso Catania, intenzionato più a punire il vescovo che i suoi concittadini. La vicenda della messa probabilmente è inventata e servì ad arricchire un avvenimento più semplice, in quanto un'altra versione della leggenda vuole che il sovrano fosse ancora alle mura, quando lesse il libretto. In ogni caso la presenza dell'imperatore a Catania nel 1231 non è attestata da fonti certe mentre è sicura la concessione da lui fatta al centro etneo del rango di città demaniale (e di numerosi altri privilegi) nel 1239, in questo modo la città non fu più governata dal vescovo ma dai suoi stessi cittadini.

## Due nicchie a confronto: la vicenda narrata per icone

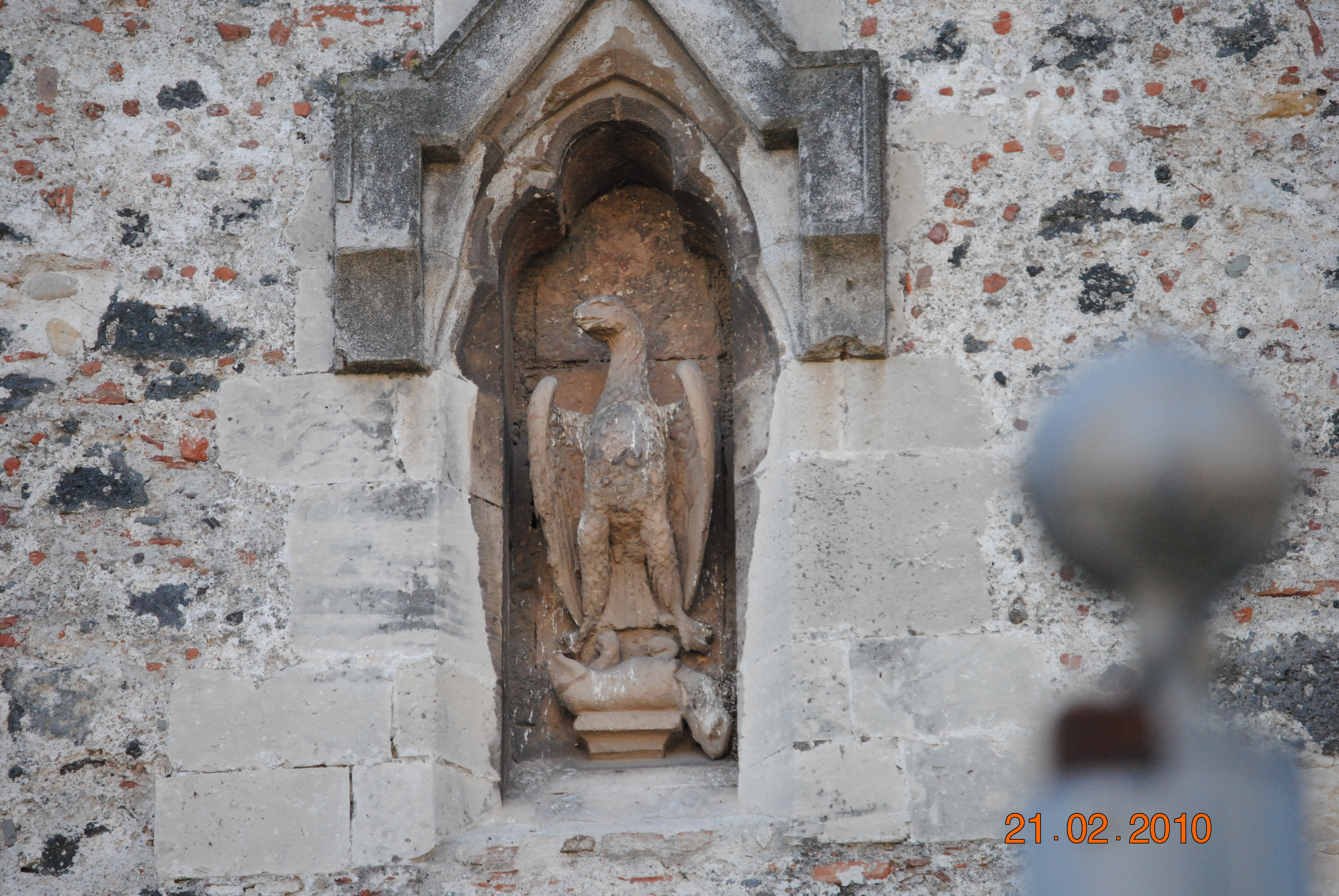
L'aquila sveva e la lepre morta, nella nicchia gotica del Castello Ursino.

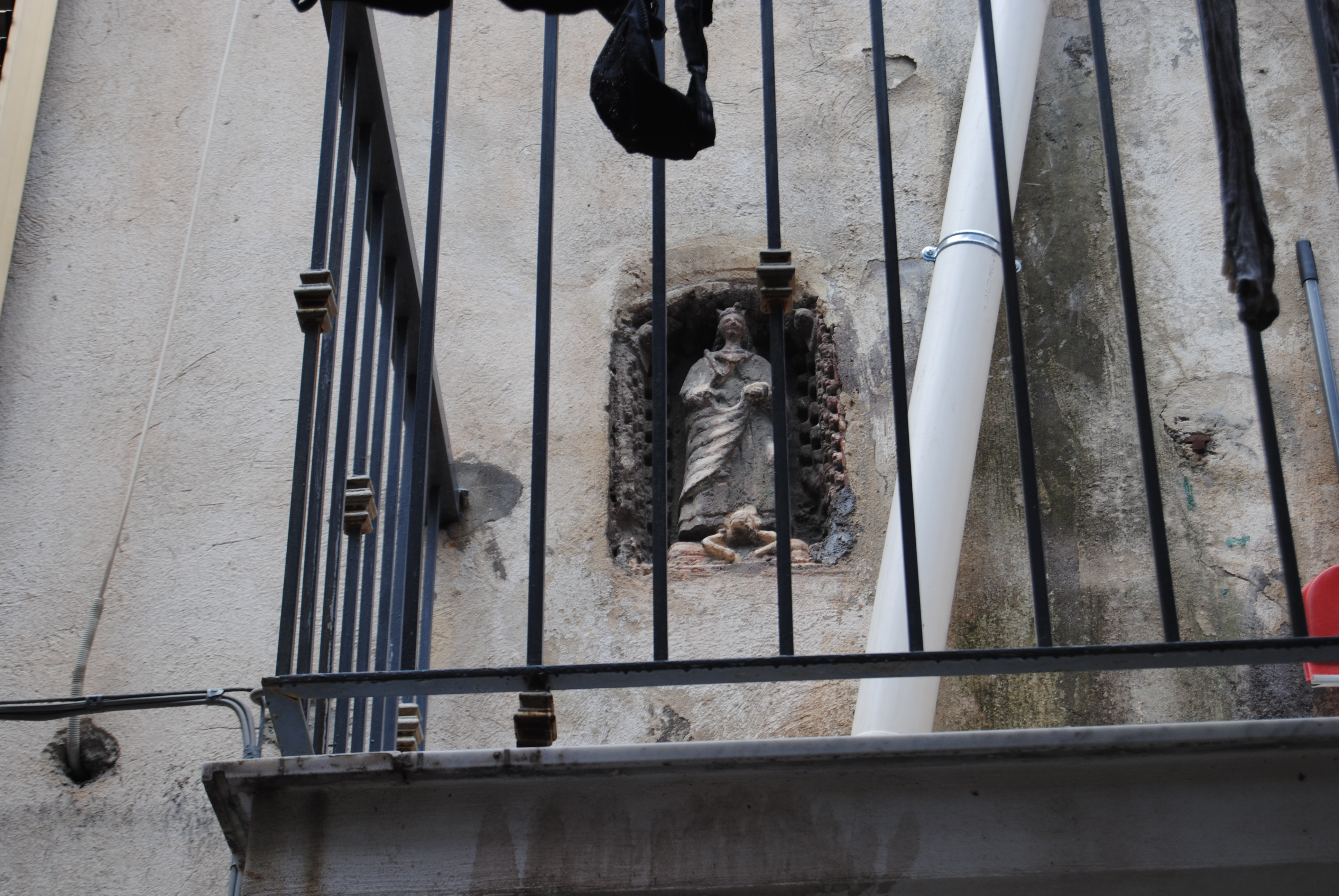
Sant'Agata e il sovrano sottomesso, in una nicchia ad arco di incerta datazione in vico degli Angeli.

La tradizione aggiunge infine che l'Imperatore volle comunque punire i cittadini facendoli passare sotto un arco di spade allestito alla Porta di Mezzo (non distante dalla Porta della Decima) presso la chiesa di Santa Maria delle Grazie. Conforta la tradizione la costruzione del Castello Ursino, un massiccio e imponente maniero voluto a monito della città nel 1239 e che esprime chiaramente l'imposizione del potere imperiale sulla città, concetto ribadito dalla nicchia posta al di sopra dell'ingresso sulla facciata nord dell'edificio, in cui campeggia il gruppo scultoreo dell'aquila che ghermisce una lepre morta, simbolo dell'Imperatore che sottomette la volontà dei ribelli cittadini; talvolta la lepre viene riportata erroneamente come agnello da alcuni autori, fra i quali il Leonardi che ne sottolinea anche un valore esoterico.
A questa sembra fare eco una piccola icona popolare di incerta datazione e probabile traduzione di un tema iconografico consueto legato al culto di Sant'Agata, quello riproposto dal busto-reliquiario del 1376 e più tardi nella fonte Lanaria, su Via Dusmet, situata in vico degli Angeli. Da esse infatti eredita la corona, la fissità dello sguardo, la foggia dell'abito, la postura delle mani che dovettero reggere i tradizionali attributi (palma del martirio o croce o scettro sulla mano destra, la tavola con inciso l'acronimo m.s.s.h.d.e.p.l. nella mano sinistra) irrimediabilmente perduti. La santa viene tuttavia raffigurata per intero piuttosto che nel solo busto, nell'atto di pestare una figura umana maschile ai suoi piedi: secondo alcuni potrebbe trattarsi proprio di Federico II. Le due figure sono inserite in un alveolo arcuato e reso più profondo da una decorazione a scacchiera, circondate da quattro angeli posti agli angoli.
L'atto della soppressione della figura sottostante quindi si integrerebbe con il doloroso episodio narrato dalla tradizione e ricordato nel 1233 da una piccola icona dipinta ed eretta su un muro di un vicolo adiacente alla chiesa di Santa Maria delle Grazie rappresentante la Madonna delle Grazie con Sant'Agata avvocata dei catanesi, quasi a ribadire la leggenda legata alla frase Noli offendere Patriam Agathae quia ultrix iniuriarum est, in quanto alla fine il sovrano venne sottomesso dal volere della protettrice di Catania, anziché l'imperatore a soffocare gli intenti ribelli cittadini. Se l'icona dipinta e appesa nel 1233 non esiste più, la tradizione dovette superare i secoli e tramite l'icona di vico degli Angeli rimarcare e quasi parodiare il gesto di imponenza e monito dell'imperatore.

## Riproduzioni

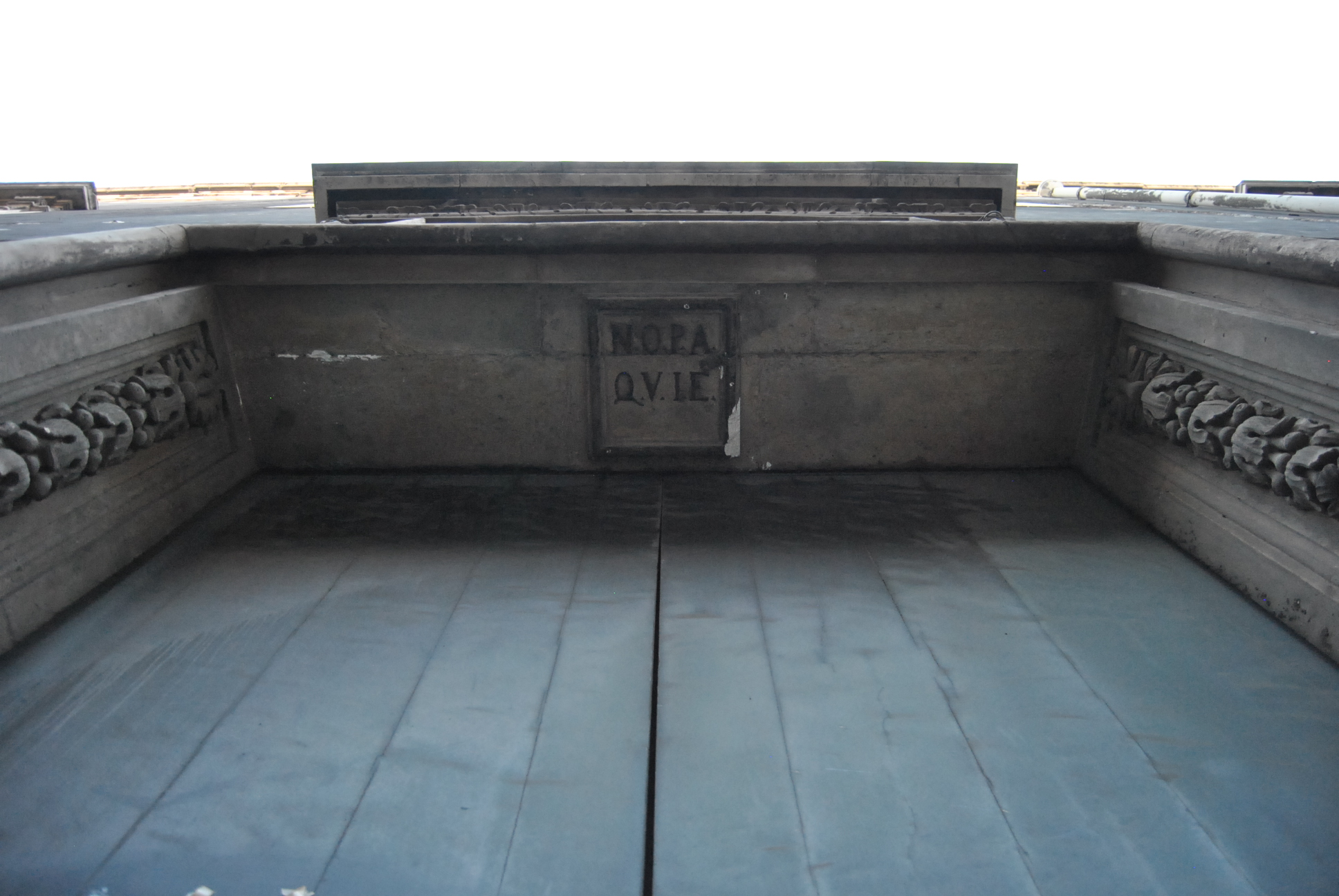
Riproduzione dell'acronimo sul bordo inferiore della trave del portale laterale della chiesa della Badia di Sant'Agata.

La frase, più spesso riprodotta con l'acronimo n.o.p.a.q.u.i.e., è spesso associata alle immagini devozionali legate al culto di Sant'Agata, insieme all'acronimo m.s.s.h.d.e.p.l. (ossia Mentem sanctam spontaneam honorem Deo et Patriae liberationem). Nel 1296 venne dipinta sul soffitto della cattedrale e appare sulla porta lignea della facciata del 1736, opera dell'architetto Giovanni Battista Vaccarini, nonché a decoro dell'ingresso alla navata laterale di sinistra.